# Oscarinus welderi
Oscarinus welderi är en skalbaggsart som beskrevs av Gordon och Paul E.Skelley 2007. Oscarinus welderi ingår i släktet Oscarinus och familjen Aphodiidae. Inga underarter finns listade i Catalogue of Life.